# ملعب سان نيكولا
ملعب سان نيكولا ملعب متعدد الاستخدامات لعدة رياضات صممه رينزو بيانو ويقع في مدينة باري الإيطالية. يعتبر الملعب الرئيسي لمباريات نادي باري، تم افتتاحه في سنة 1990 ويتسع لحضور 58248 متفرج.